# Strum
Strum – wieś w Stanach Zjednoczonych, w stanie Wisconsin, w hrabstwie Trempealeau.